# Rhynchoryza
Rhynchoryza es un género monotípico de plantas herbáceas perteneciente a la familia de las poáceas. Su única especie: Rhynchoryza subulata (Nees) Baill., es originaria de Sudamérica en Paraguay y Argentina.

## Sinonimia
- Oryza subulata Nees[2]